# 에어플레인 (영화)
《에어플레인》(Airplane!)은 미국에서 제작된 제리 주커 감독의 1980년 코미디, 멜로/로맨스 영화이다. 로버트 하이즈 등이 주연으로 출연하였고 존 데이비슨 등이 제작에 참여하였다.
2008년 이 영화는 미국 의회도서관에 의해 문화적으로, 역사적으로, 미적으로 중요성을 인정받아 미국 국립영화등기부에 선정, 보존되었다.

## 출연

### 주연
- 로버트 하이즈
- 줄리 하거티

### 조연
- 카림 압둘 자바
- 로이드 브리지스
- 피터 그레이브스
- 레슬리 닐슨
- 로나 패터슨
- 로버트 스택
- 스티븐 스터커
- 짐 에이브람스
- 프랭크 애쉬모어
- 조나단 뱅스
- 크레이그 베렌슨
- 바바라 빌링슬리
- 리 브라이언트
- 조이스 불리판트
- 매 E. 캠벨
- 노먼 알렉산더 깁스
- 마시 골드먼
- 로지 해리스
- 모리스 힐
- 데이빗 홀랜더
- 제임스 홍
- 하워드 호닉
- 그레고리 이친
- 마이클 로렌스
- 데이빗 레이슈어
- 모린 맥거번
- 메리 머시어
- 에델 머먼
- 앤 넬슨
- 존 오리어리
- 시릴 오렐리
- 니콜라스 프라이어
- 콘라드 E. 팰미사노
- 맬로리 샌들러
- 로버트 스타
- 바바라 스튜어트
- 케네스 토비
- 윌리엄 트레고
- 우다 하츠오
- 허브 볼랜드
- 지미 워커
- 질 웰렌
- 알 화이트
- 제이슨 윙그린
- 샤롯 주커
- 데이빗 주커
- 제리 주커
- 수잔 브레슬로
- 윌리엄 듀엘
- 빌 커첸바우어
- 키튼 나티비더드
- 로버트 네빈
- 패트릭 레이놀즈
- 허브 버그랜

## 기타
- 협력프로듀서: 헌트 로우리
- 미술: 워드 프레스턴
- 세트: 앤 D. 맥컬리
- 의상: 로잔나 노턴
- 배역: 조엘 썸